# 丘垭乡
丘垭乡，是中华人民共和国四川省南充市南部县曾经下辖的一个乡。2019年10月，撤销丘垭乡，将其所属行政区域划归大坪镇管辖。

## 行政区划
丘垭乡撤销前下辖以下地区：
金星村、联盟村、长亭村、工农村、柏山村、爱国村、五星村、勇敢村、民主村和群丰村。